# Oulon
Oulon est une commune française située dans le département de la Nièvre, en région Bourgogne-Franche-Comté.

## Géographie

### Localisation

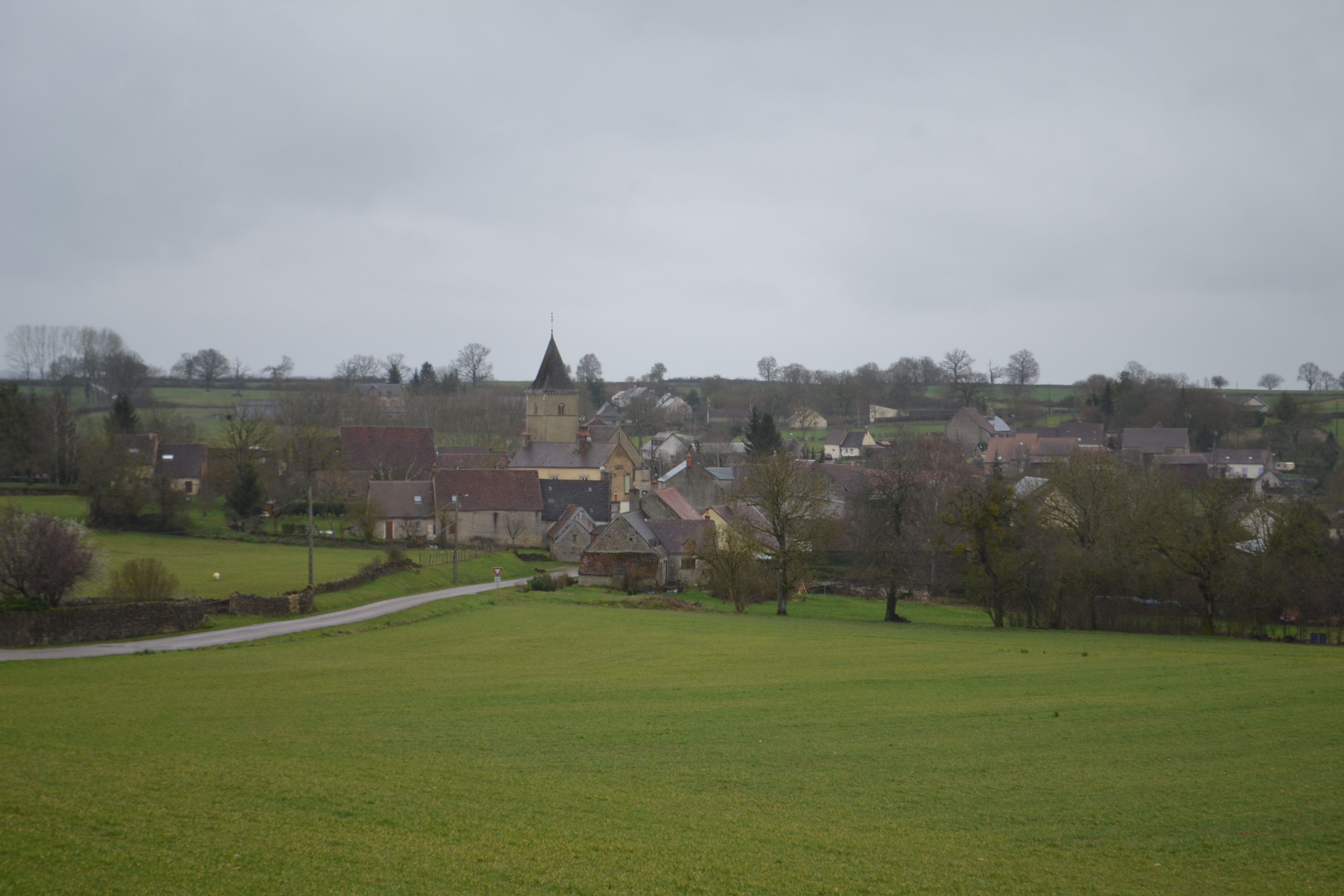
Vue générale.

Le village est implanté en plein cœur de la Nièvre, à 7 km de Prémery (par la route), dans le canton de Charité-sur-Loire. Il est situé à 36 km au nord-est de Nevers et à 50 km au sud-est de Cosne-Cours-sur-Loire, son chef-lieu d'arrondissement. Oulon fait partie de la Communauté de communes Les Bertranges.
Les 64 habitants du village vivent sur une superficie totale de 11 km2 avec une densité de 5,8 habitants par km2. On les appelle les Oulonnais et les Oulonnaises.
Entre 2005 et 2014, le nombre d'habitants a baissé de 20 %.

### Villages, hameaux, lieux-dits, écarts
Outre le bourg, le village se compose des lieux-dits les chaumes d'Oulon et Marolles.

### Climat
Pour des articles plus généraux, voir Climat de la Bourgogne-Franche-Comté et Climat de la Nièvre.
En 2010, le climat de la commune est de type climat océanique dégradé des plaines du Centre et du Nord, selon une étude du Centre national de la recherche scientifique s'appuyant sur une série de données couvrant la période 1971-2000. En 2020, Météo-France publie une typologie des climats de la France métropolitaine dans laquelle la commune est exposée à un climat océanique altéré et est dans la région climatique  Centre et contreforts nord du Massif Central, caractérisée par un air sec en été et un bon ensoleillement. 
Pour la période 1971-2000, la température annuelle moyenne est de 10,8 °C, avec une amplitude thermique annuelle de 15,9 °C. Le cumul annuel moyen de précipitations est de 942 mm, avec 12,8 jours de précipitations en janvier et 8,4 jours en juillet. Pour la période 1991-2020, la température moyenne annuelle observée sur la station météorologique de Météo-France la plus proche, « Premery », sur la commune de Prémery à 6 km à vol d'oiseau, est de 11,1 °C et le cumul annuel moyen de précipitations est de 911,1 mm. 
La température maximale relevée sur cette station est de 40,5 °C, atteinte le 11 août 2003 ; la température minimale est de −15,1 °C, atteinte le 26 janvier 2007,,. 
Les paramètres climatiques de la commune ont été estimés pour le milieu du siècle (2041-2070) selon différents scénarios d'émission de gaz à effet de serre à partir des nouvelles projections climatiques de référence DRIAS-2020. Ils sont consultables sur un site dédié publié par Météo-France en novembre 2022.

## Urbanisme

### Typologie
Au 1er janvier 2024, Oulon est catégorisée commune rurale à habitat très dispersé, selon la nouvelle grille communale de densité à sept niveaux définie par l'Insee en 2022.
Elle est située hors unité urbaine et hors attraction des villes,.

### Occupation des sols
L'occupation des sols de la commune, telle qu'elle ressort de la base de données européenne d’occupation biophysique des sols Corine Land Cover (CLC), est marquée par l'importance des territoires agricoles (65,9 % en 2018), une proportion identique à celle de 1990 (65,9 %). La répartition détaillée en 2018 est la suivante :
terres arables (42,9 %), forêts (34,1 %), prairies (23 %). L'évolution de l’occupation des sols de la commune et de ses infrastructures peut être observée sur les différentes représentations cartographiques du territoire : la carte de Cassini (XVIIIe siècle), la carte d'état-major (1820-1866) et les cartes ou photos aériennes de l'IGN pour la période actuelle (1950 à aujourd'hui).

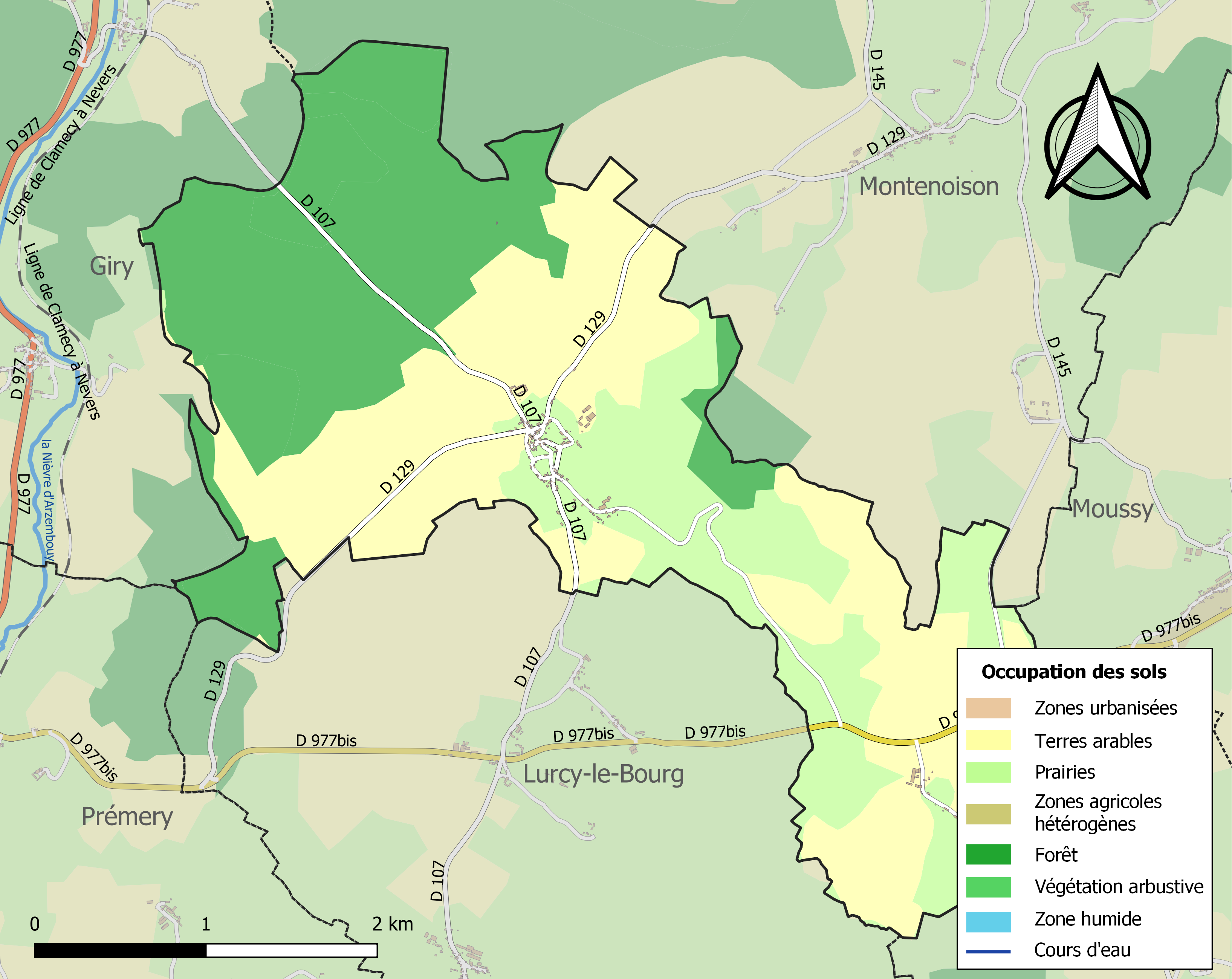
Carte des infrastructures et de l'occupation des sols de la commune en 2018 (CLC).

## Toponymie
Le nom de la commune pourrait dériver du nom d’homme germanique Odilo.
La première mention connue de la commune remonte à 1287 : Oolum (registre de l’évêché de Nevers). On relève par la suite les noms de Parrochia et Grangia de Olone (1290), Olon (1562) et Oullon (1689).

## Histoire

Armoiries de la famille de Chéry.

Le village est mentionné pour la première fois en 1287 : Oolum. La paroisse fait partie du temporel de l'abbaye Notre-Dame de Nevers.
En 1673, les habitants sont condamnés à faire bâtir et construire une grange à côté du presbytère pour y entreposer les revenus et les dîmes de la cure.
En 1709, Jean et François Henri, couvreurs à Oulon, sont condamnés par contumace aux galères pour neuf ans pour avoir volé et assassiné le nommé Jacques Barillot de la paroisse de Lurcy.
Sous l'Ancien Régime, Oulon est un fief de la châtellenie de Montenoison.
En 1861, le nouveau cimetière est béni par Augustin Crosnier.
En 1872, alors que le nombre d'habitants s'élève à 342, on trouve sur le territoire communal quatre fermiers et leurs sept domestiques, six tisserands, trois charrons, deux sabotiers, un aubergiste... mais la population est composée pour l'essentiel de journaliers-manœuvres (31), de propriétaires (21) et de cultivateurs (7). L’école est tenue par trois sœurs religieuses, dont l'une est chargée de la visite des malades. Huit petits Parisiens en bas âge sont placés en nourrice dans des familles du village.
Le 27 mai 2017, les nouvelles portes de l'église, financées en partie par une souscription, sont inaugurées en présence du président du conseil départemental de la Nièvre.
En 2019, la veuve d’un enfant du pays, fils et frère d’anciens maires de la localité, lègue à la commune la somme de 205 000 €.

### Seigneurs
On relève les noms de : Guillaume d'Ourouër, écuyer (1510), Charles de Chéry, écuyer (1670), Jean-Nicolas de Chéry (1698), Achille Desulmes (1705). Sont régulièrement mentionnés dans les archives les fiefs de Marolles et de Tremblay, dont les habitants n'ont donc pas forcément le même seigneur que ceux du bourg d'Oulon.

## Politique et administration
| Période                                  | Période   | Identité          | Étiquette | Qualité       |
| ---------------------------------------- | --------- | ----------------- | --------- | ------------- |
| 1941                                     | 1966      | Octave Bondon     |           |               |
| 1977                                     | 2004      | Pierre Bondon     |           |               |
| mars 2001                                | mars 2008 | Claude Godard     |           |               |
| mars 2008                                | En cours  | Lucienne Lapertot |           | Retraitée EDF |
| Les données manquantes sont à compléter. |           |                   |           |               |

## Démographie
L'évolution du nombre d'habitants est connue à travers les recensements de la population effectués dans la commune depuis 1793. Pour les communes de moins de 10 000 habitants, une enquête de recensement portant sur toute la population est réalisée tous les cinq ans, les populations de référence des années intermédiaires étant quant à elles estimées par interpolation ou extrapolation. Pour la commune, le premier recensement exhaustif entrant dans le cadre du nouveau dispositif a été réalisé en 2005.

En 2022, la commune comptait 64 habitants, en évolution de −3,03 % par rapport à 2016 (Nièvre : −3,28 %, France hors Mayotte : +2,11 %).
| 1793 | 1800 | 1806 | 1821 | 1831 | 1836 | 1841 | 1846 | 1851 |
| ---- | ---- | ---- | ---- | ---- | ---- | ---- | ---- | ---- |
| 202  | 250  | 274  | 334  | 384  | 334  | 335  | 353  | 384  |

| 1856 | 1861 | 1866 | 1872 | 1876 | 1881 | 1886 | 1891 | 1896 |
| ---- | ---- | ---- | ---- | ---- | ---- | ---- | ---- | ---- |
| 367  | 384  | 379  | 342  | 370  | 375  | 349  | 319  | 294  |

| 1901 | 1906 | 1911 | 1921 | 1926 | 1931 | 1936 | 1946 | 1954 |
| ---- | ---- | ---- | ---- | ---- | ---- | ---- | ---- | ---- |
| 277  | 249  | 238  | 185  | 178  | 158  | 143  | 156  | 165  |

| 1962 | 1968 | 1975 | 1982 | 1990 | 1999 | 2005 | 2006 | 2010 |
| ---- | ---- | ---- | ---- | ---- | ---- | ---- | ---- | ---- |
| 156  | 130  | 99   | 77   | 84   | 83   | 86   | 85   | 75   |

| 2015 | 2020 | 2022 | - | - | - | - | - | - |
| ---- | ---- | ---- | - | - | - | - | - | - |
| 67   | 62   | 64   | - | - | - | - | - | - |

## Culture locale et patrimoine

### Lieux et monuments
- Église Saint-Andoche : église bâtie à l’époque romane sur un plan rectangulaire ; clocher carré du XVIe siècle ; cloche de 1580 ; à l’abside, traces des fenêtres primitives[27] ; peinture murale de 1950 représentant le Christ au cœur des travaux des champs. Pour visiter les lieux, demander les clefs à la ferme-auberge[28].
- Ferme du Vieux Château (XIIe – XVIe siècle).

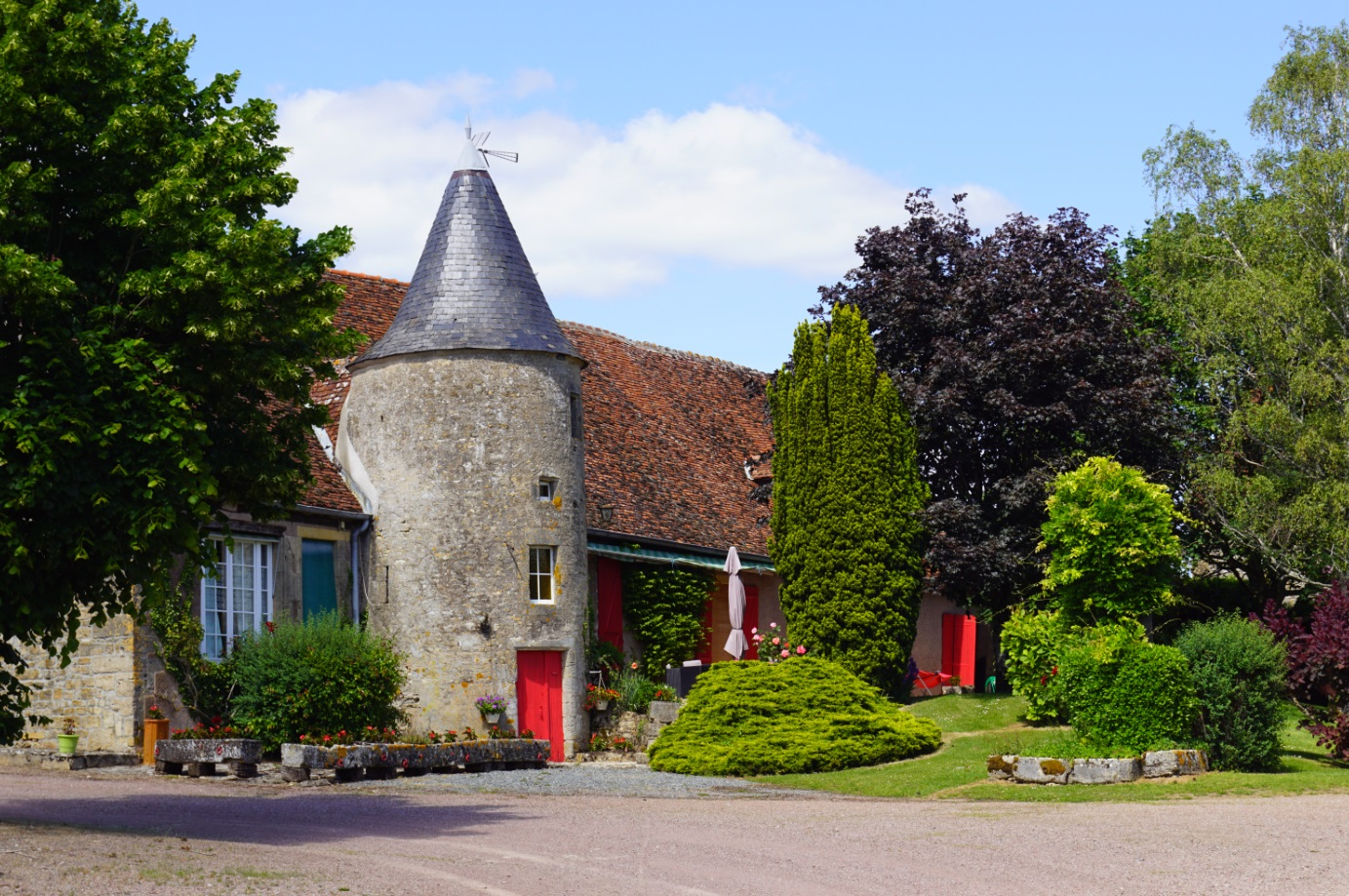
La Ferme du Vieux Chateau (XVIe).
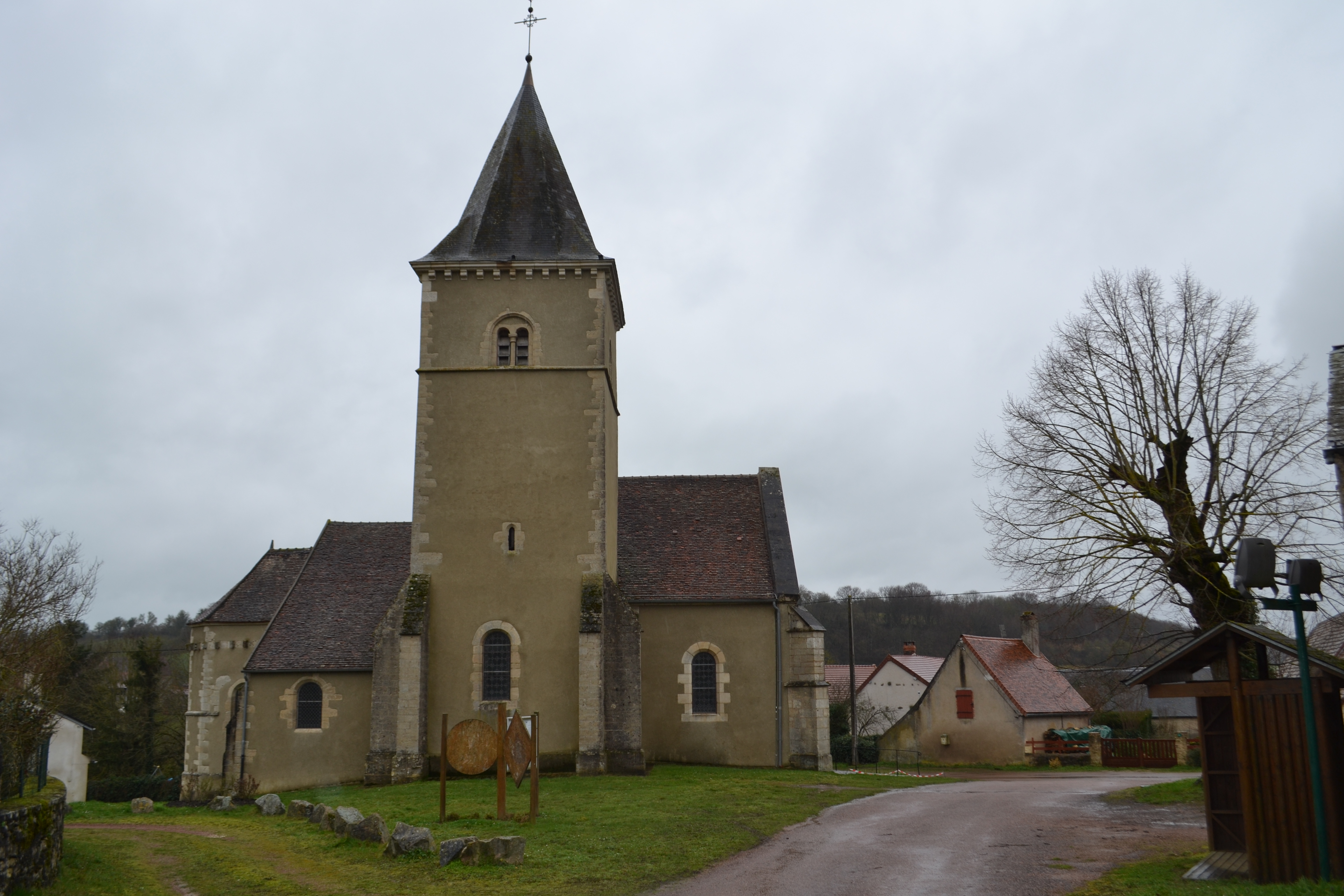
L'église Saint-Andoche (XIIe – XVIe siècle).